# Saperda gleneoides
Saperda gleneoides är en skalbaggsart som beskrevs av Stefan von Breuning 1950. Saperda gleneoides ingår i släktet Saperda och familjen långhorningar.
Artens utbredningsområde är Laos. Inga underarter finns listade i Catalogue of Life.